# فرنسيسكو يواكيم فيريرا دو أمارال
فرنسيسكو يواكيم فيريرا دو أمارال هو سياسي برتغالي، ولد في 11 يونيو 1844 في لشبونة في البرتغال، وتوفي في 11 أغسطس 1923. نشط حزبياً في مستقل. وقد انتخب وزير.